# Éditions Les Oiseaux de papier
 (septembre 2020).
Si vous disposez d'ouvrages ou d'articles de référence ou si vous connaissez des sites web de qualité traitant du thème abordé ici, merci de compléter l'article en donnant les références utiles à sa vérifiabilité et en les liant à la section « Notes et références ».
Les Oiseaux de Papier est une maison d'édition française.
Créées en octobre 2005 à Paimpont (35), puis installées à Ploërmel (56), elles sont désormais situées à Beignon (56). La ligne éditoriale définie par le directeur est fondée sur des valeurs humanistes, un souci permanent de partage, sur des convictions fortes dans un monde en perte de repères et d'espoir.
Le 17 mai 2017 la société a été placée en liquidation judiciaire.

## La ligne éditoriale: quatre collections

### Des livres et vous
Fond généraliste où poésies et romans se côtoient, des livres à messages, un thriller historique, deux livres d'artistes : un éclectisme apparent, une diversité s'ouvrant à toute sorte de lectorats.

### De Brocéliande à...
Une collection autour de la mystérieuse forêt, à la rencontre d'Arthur et de ses chevaliers de la Table ronde, de Merlin et de Viviane, au cœur des légendes et des contes locaux.

### L'inacceptable
Une collection militante, pour dénoncer certains travers de l'homme et de la société : les enfants soldats, les violences, l'exclusion… Une contribution au travail de ceux qui se battent pour plus de justice, de respect, et qui sont en recherche d'autres repères, d'autres valeurs, d'autres façons de vivre dans un monde pacifié.

### En partage
Une alternative à l'"édition à compte d'auteur" pour transmettre, témoigner, partager des souvenirs, une histoire. Des livres personnalisés et adaptés aux besoins d'hommes et de femmes qui ont un manuscrit et qui veulent en faire un livre.